# 伊藤ユリエ
伊藤 ユリエ （いとうゆりえ、1990年7月29日 - ）は、日本のAV女優。ゼロサムプロダクション所属。

## 人物・プロフィール
- 出身地：東京都
- 身長：167cm
- スリーサイズ：B85cm、W58cm、H86cm
- 趣味:バイク
- 特技：料理

## 略歴
- 『コギャル痴女ちんぽいじめ』で2010年4月イエロー (アダルトビデオ)よりデビュー。
- ピンクメッシュで黒ギャルのキャラクターでスタートした。

## 作品

### アダルトビデオ
2010年
- コギャル痴女ちんぽいじめ（4月19日、イエロー)
- ツンデレメイド手コキ（5月19日、イエロー)
- エロ尻黒ギャルに、変態チ○ポをたっぷり犯されてみませんか?（5月25日、デジタルアーク)
- オレがギャルにしたいエロい事。2（6月13日、U&K)
- 手コキでベロちゅ～ 12 (6月19日、イエロー)オムニバス作品
- hot chocolate 38（6月24日、デジタルアーク)
- Gal’s NIGHT 10（7月1日、グローリークエスト)
- HYPER HIGHLEG QUEEN - 001（7月24日、デジタルアーク)
- 黒ギャルサンオイル手コキ（8月6日、虎堂）
- 女子高生ギャルだらけの逆チカン路線バス!Vol.2（12月7日、GARCON）

### OV
2010年
- 最凶バッド・ガールズ（高澤)